# Bahnhof Saint-Germain-en-Laye
Der Bahnhof Saint-Germain-en-Laye ist ein Bahnhof in der französischen Stadt Saint-Germain-en-Laye in der Region Île-de-France westlich von Paris.

## Geschichte

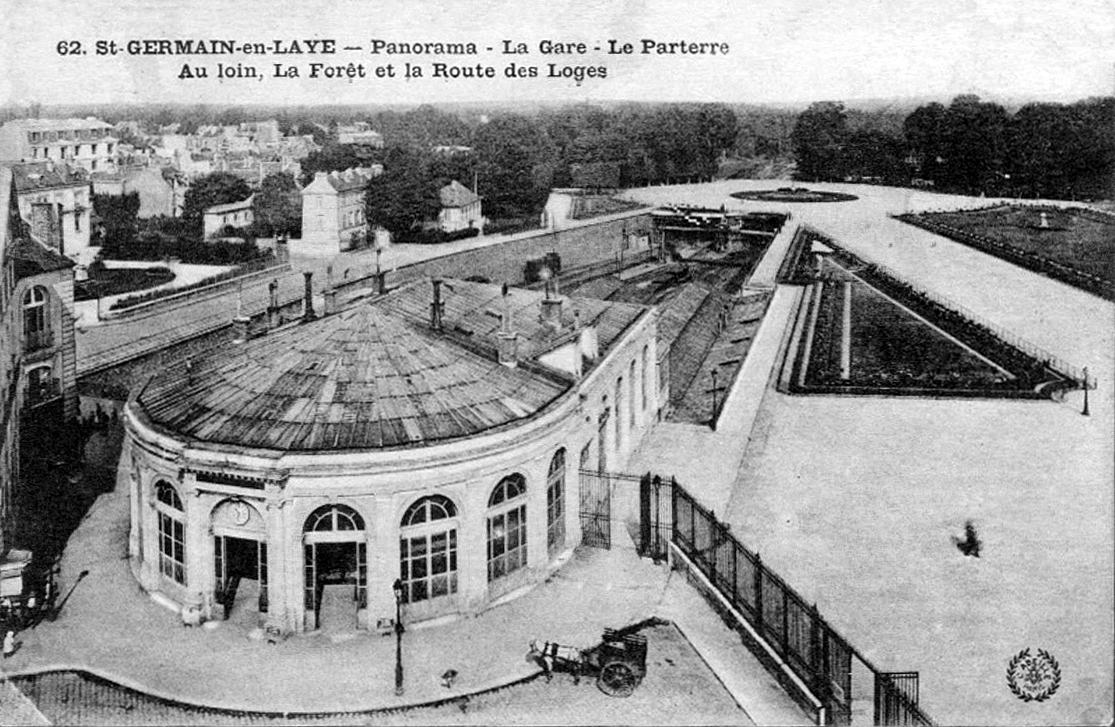
Empfangsgebäude und Gleisanlagen um 1900

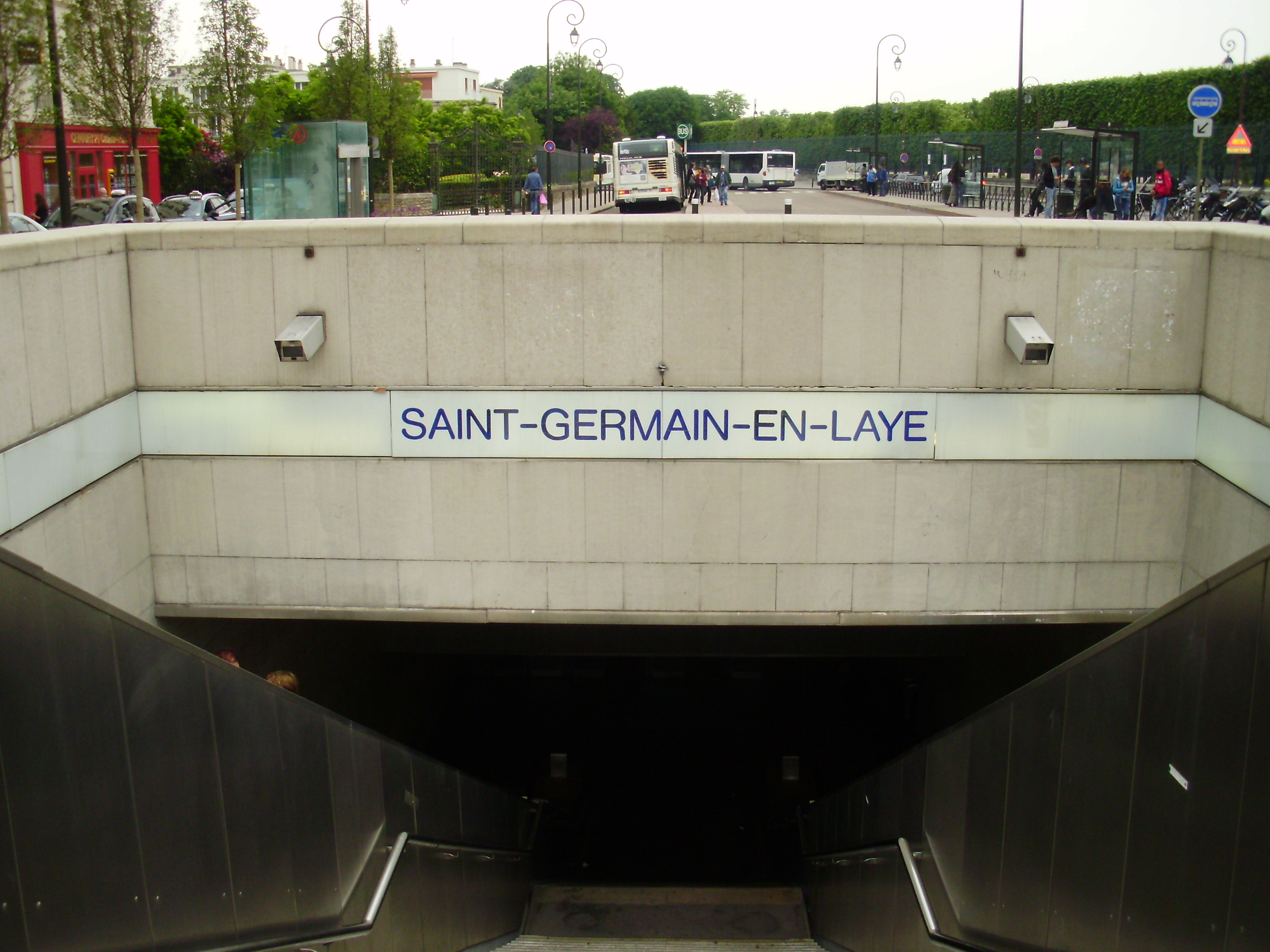
Haupteingang in der Rue de la Surintendance

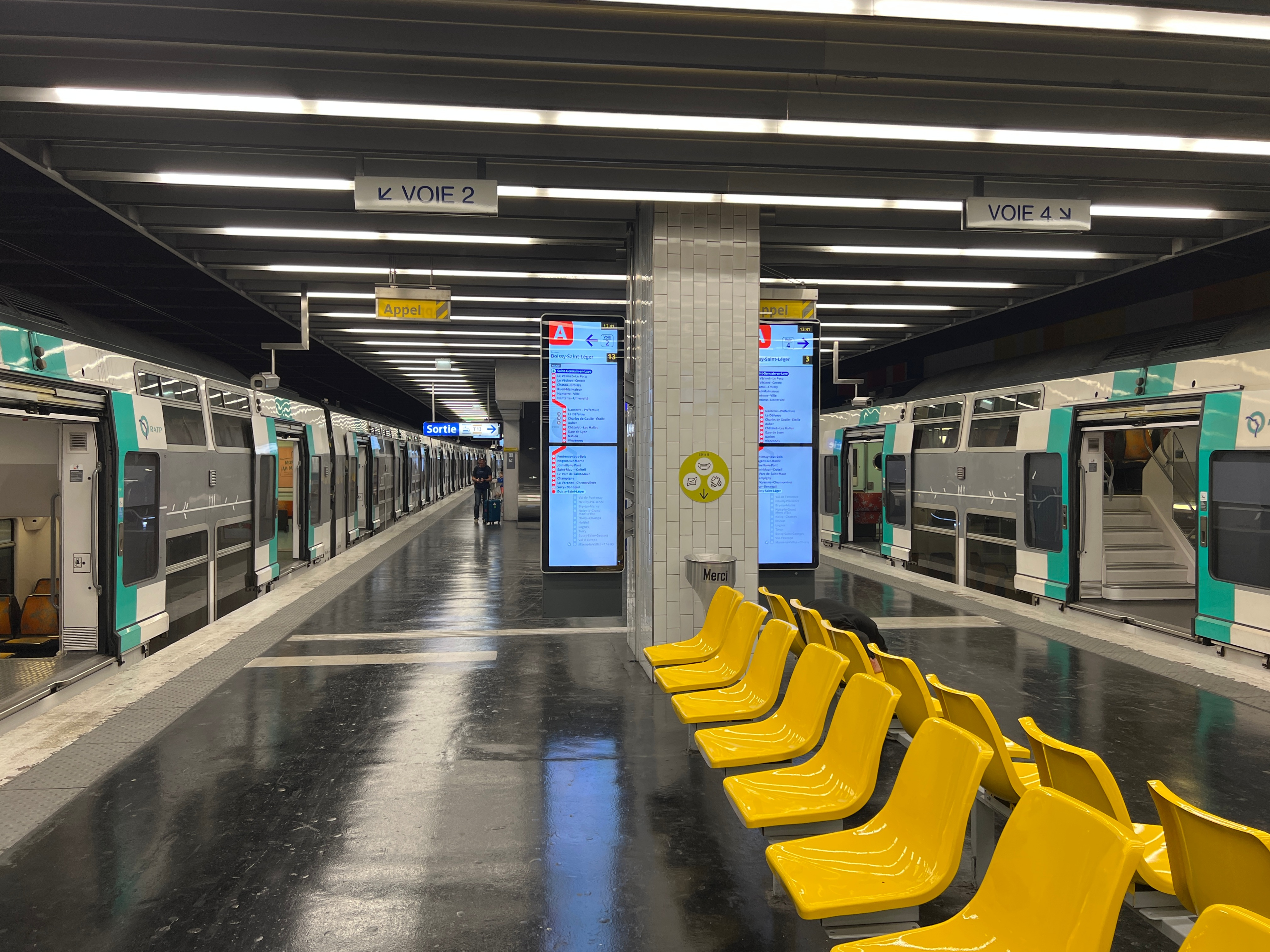
Züge der Baureihe MI 09 am Mittelbahnsteig

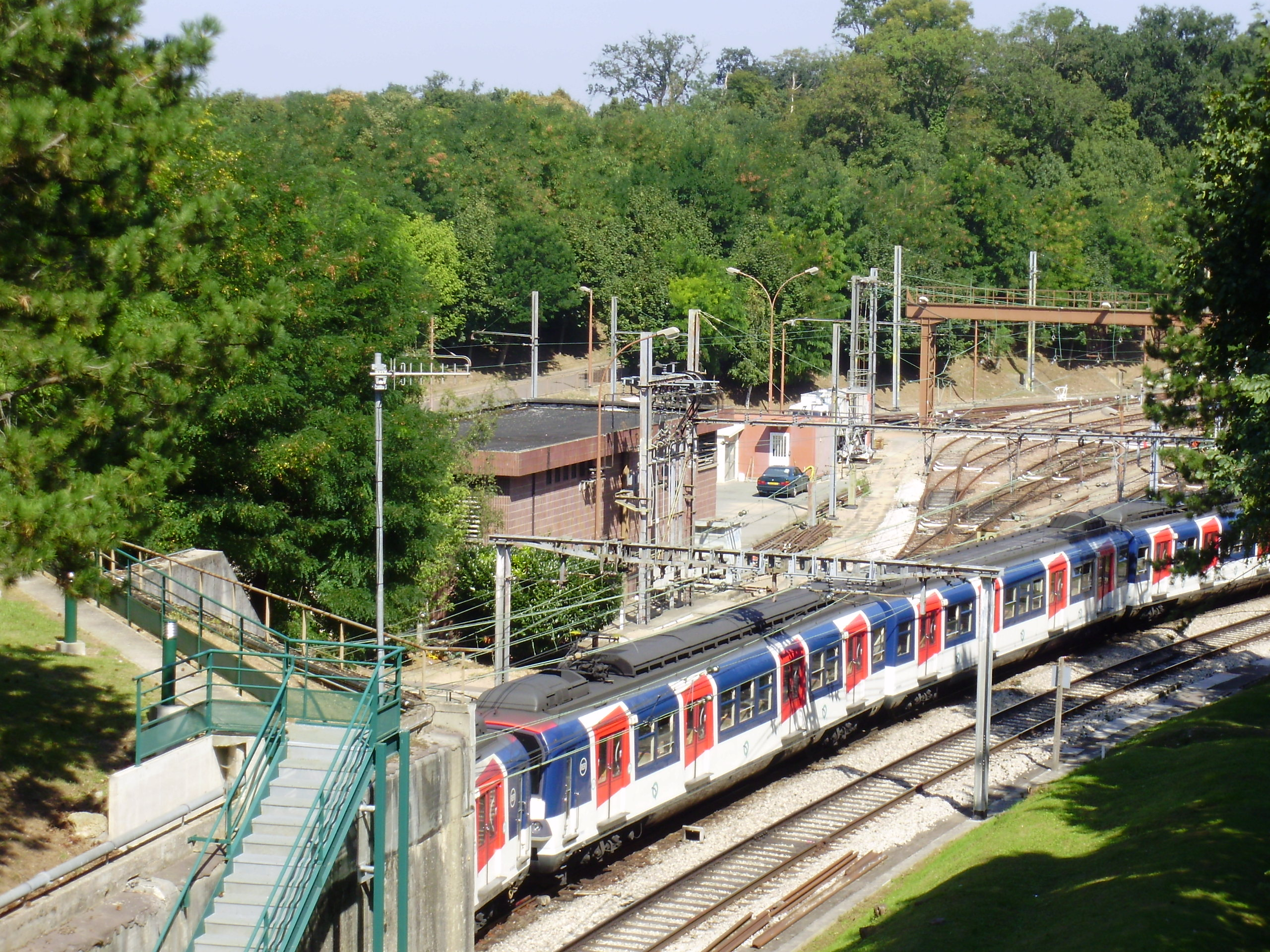
Ein MS-61-Zug beim Verlassen des unterirdischen Bahnhofsbereichs, im Hintergrund die seitlich vorgelagerte Abstellanlage

Der Endbahnhof der Bahnstrecke Paris–Saint-Germain-en-Laye wurde in einem künstlichen Geländeeinschnitt in unmittelbarer Nähe des dortigen Schlosses errichtet.
Der erste Abschnitt der Strecke wurde 1837 von Paris nach Le Pecq, dessen erster Bahnhof am rechten Ufer der Seine lag, in Betrieb genommen. Dies war die erste Bahnstrecke in der Île-de-France überhaupt. Ihre kurze Verlängerung bis Saint-Germain-en-Laye ließ noch zehn Jahre lang auf sich warten. Das Problem war, dass Saint-Germain-en-Laye auf einer Terrasse oberhalb der Seine liegt und nach der Querung der Seine eine 35-‰-Rampe notwendig war, um den Höhenunterschied zu überwinden. Die damals vorhandenen Lokomotiven waren aber nicht leistungsfähig genug, um derartige Steigungen zu bewältigen. Erst in den 1840er Jahren standen für diese Zwecke atmosphärisch angetriebene Züge zur Verfügung. Der Bau einer solchen Anlage wurde im Sommer 1844 genehmigt, und am 14. Oktober 1847 konnte der Bahnhof Saint-Germain-en-Laye in Betrieb genommen werden.
1858 kam es auf der Steilstrecke zu einem Unfall mit drei Toten und mehr als 20 Verletzten. 1860 wurde auf Dampfbetrieb umgestellt, wobei in den ersten Jahren die Züge – zusätzlich zur Zuglok – von einer zweiten Lokomotive geschoben wurden.
Zwischen 1924 und 1927 wurde die Strecke elektrifiziert, wobei Saint-Germain im März 1927 erreicht wurde. Die Stromversorgung erfolgte über eine Stromschiene, an welche 750 V Gleichspannung angelegt waren. Anfang der 1970er Jahre wurde der alte Bahnhof abgebrochen und durch eine unterirdische Anlage an gleicher Stelle ersetzt. Im Hinblick auf die geplante Eingliederung in die Linie A  des Réseau express régional d’Île-de-France (RER) wurde der Abschnitt zwischen Nanterre-Université und Saint-Germain ab Oktober 1972 auf Oberleitungsbetrieb mit einer Gleichspannung von 1500 V umgerüstet.
Mit Wirkung zum 1. Oktober 1972 wurde der Abschnitt Nanterre-Université–Saint-Germain-en-Laye von der SNCF an die RATP übertragen. Heute ist Saint-Germain Endstation der Zweigs A1 der RER-Linie A.

### Renovierungen im 21. Jahrhundert
Bahnhofvorplatz (2009–2011): Zur Verbesserung der Sicherheit der Fahrgäste und Verstetigung des Verkehrsflusses wurde der oberirdische Bereich um die Zugänge zum Bahnhof umfassend renoviert. Die Kosten hierfür beliefen sich auf ca. 5,6 Millionen Euro. Die Maßnahmen umfassten u. a. eine Verbreiterung der Gehsteige, Verbesserung der Radwege, Schaffung einer gesicherten Fahrradabstellhalle mit 280 Stellplätzen, Taxistand mit Telefonsäule, Verlegung des Busbahnhofs näher an den Bahnhof; gesicherte Bushaltestellen (Absperrgitter zur Straße), PKW-Kurzzeitparkplätze fürs Ein- und Aussteigen, Verbesserung der Beleuchtung und der Wegbeschilderung …

## Lage und Beschreibung
Der Bahnhof Saint-Germain-en-Laye liegt am Kilometerpunkt 20,477 der Bahnstrecke von Paris-Saint-Lazare nach Saint-Germain-en-Laye. Seine drei gedeckelten Stumpfgleise liegen an einem Mittel- und einem Seitenbahnsteig, der Station nördlich vorgelagert ist eine mehrgleisige, offene Abstellanlage.
Der Bahnhof ist ein lokaler Verkehrsknoten: Nicht nur die RATP-Busse (mit der Linie 258 und der Linie N153 des Nachtbusnetzes Noctilien) haben eine Haltestelle im Bahnhofsumfeld, sondern acht weitere Busbetreiber mit insgesamt 19 Linien.

## Fahrgastzahlen
Täglich steigen im Bahnhof Saint-Germain-en-Laye ca. 17 000 Fahrgäste in die RER-Züge. Sie kommen zu 77 % aus Saint-Germain, zu 15 % aus den Nachbargemeinden (Chambourcy, Fourqueux, Mareil-Marly, Poissy, Le Pecq, Le Vésinet). 51 % der Bahnkunden kommen zu Fuß (Zahlen für ca. 2004).